# Peter Casagrande
Pour les articles homonymes, voir Casagrande.
Peter Casagrande (né le 23 février 1946 à Weilheim, Bavière, Allemagne) est un artiste-peintre contemporain allemand d'origine italo-allemande. Il vit et travaille près de Munich.

## Biographie

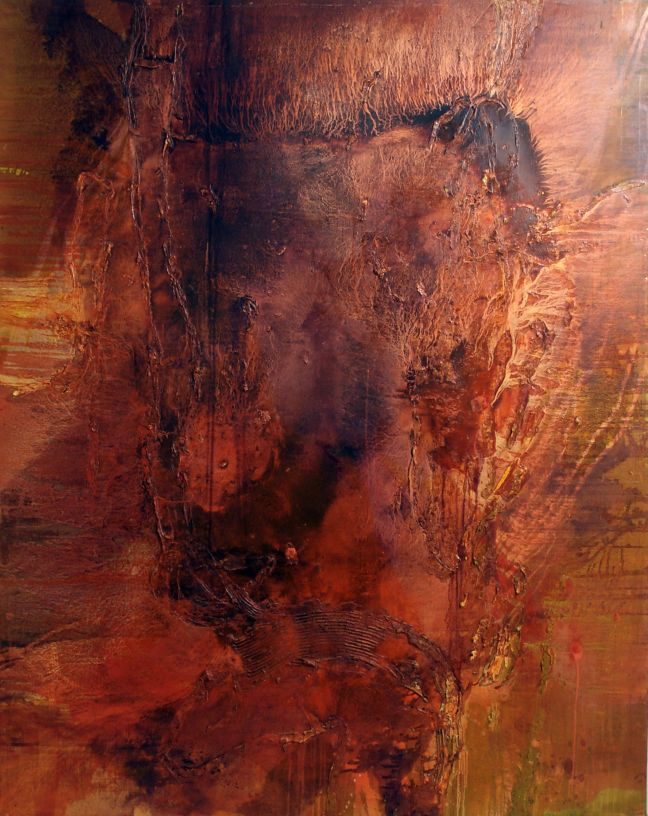
Huile sur toile 250x200 cm, 2005

Après une formation initiale de peintre d'écriture (1960 à 1963), il est admis à l’Académie des Beaux-Arts Munich, où il étudie de 1970 à 1972 et de 1979 à 1980 chez le Prof. Troeger et de 1972 à 1975 à l’Académie des Beaux-Arts Berlin, chez les Prof. Kiefer et Cruxin. En 1983, il obtient une bourse annuelle de la ville de Munich et le prix de promotion national du Land de Bavière.

## Œuvre
Ses tableaux, principalement des grands formats, naissent lors d'un processus de peinture effréné. De nombreuses couches sont superposées par des larges plages de couleurs. Le tableau se développe progressivement du bas vers le haut. Des traces de peinture du fonds restent visible et réapparaissent à la surface, comme si le tableau voulait rappeler sa construction.
Plus on regarde les peintures de Peter Casagrande, plus on relativise la conception habituelle de l’espace. Casagrande vide l’espace de chaque être figuratif et le fait naître seulement par la couleur et par la superposition des structures de peinture.

## Collections (choix)
- Académie des Beaux Arts, Munich

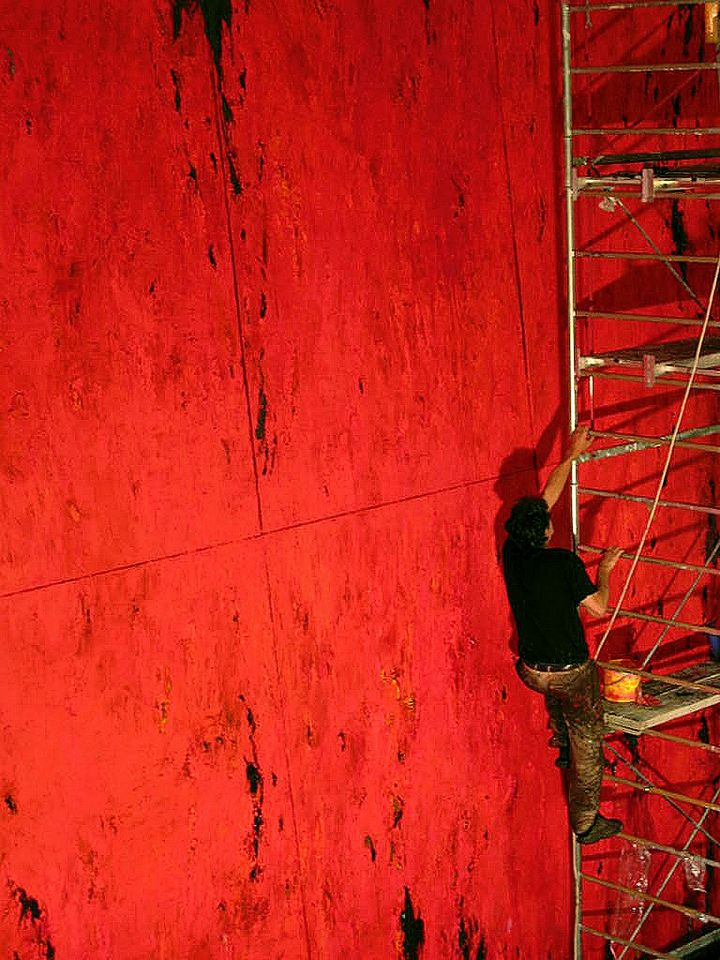
Atelier Casalmaggiore, 2002.

- Staatliche Gemäldesammlungen, Munich
- Städtische Galerie im Lenbachhaus, Munich
- Residenztheater, Munich
- Fondazione Reverberi, Genova
- Académie souabe - Monastère Irsee

## Expositions (choix)

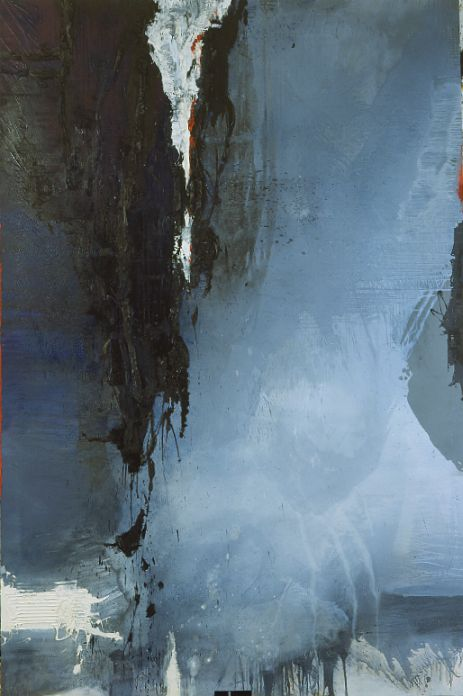
Huile sur toile 300x200 cm, 1998

- 1983 - Grande Exposition, Haus der Kunst (Maison d'Art), Munich
- 1984 - Art bavarois de nos jours, Vienne, Budapest, le Caire
- 1985 - Symposion 85, Nuremberg
- 1986 - Art Bâle, Art Cologne, ARCO Madrid
- 1987 - Lorenzelli Arte, Milan
- 1988 - Kipa Contemporary Art, Londres
- 1990 - Galerie Heseler, Munich
- 1993 - Galerie Pabst, Francfort
- 1998 - Fondazione Reverberi, Genova
- 2001 - Vigoleno, Commune Vernasca, Piacenza
- 2002 - Van Ham, Cologne; Casalmaggiore
- 2003 - Galerie Protée, Paris
- 2006 - Musée Baden, Solingen; Art Paris (Galerie Protée)
- 2007 - Projet "Game over", Monastère Irsee; Galerie Protée, Paris
- 2008 - Galerie Municipale Georges Pompidou, Anglet

## Littérature/Catalogues (choix)

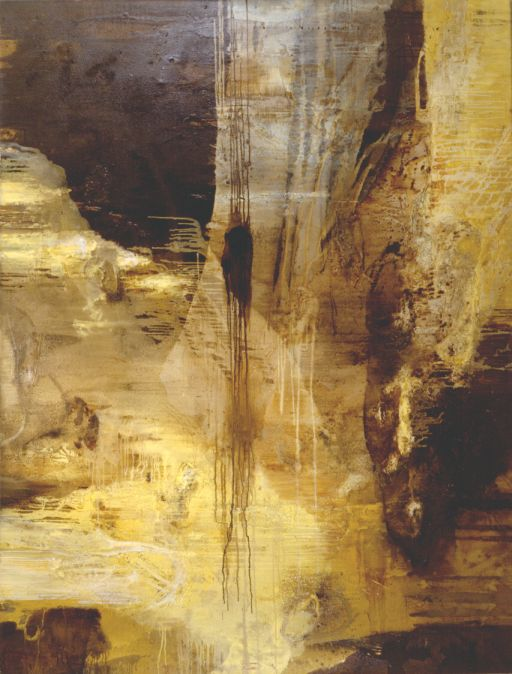
Huile sur toile 250x190 cm, 1996

- Peter Casagrande, Lorenzelli Arte Milan, 1987, catalogue No 40
- Peter Casagrande - Le grand format, 1988, Kulturreferat Munich
- Discanto - Vigoleno, Commune di Vernasca, 2001
- Interne, Peter Casagrande chez Van Ham, Cologne, décembre 2001
- Peter Casagrande, Commune di Casalmaggiore, Biblioteca Civica "A.E. Mortara"
- Peter Casagrande - Tableaux 1995 à 2005, Musée Baden, janvier 2006
- AZART, Paris, no 29, (Nov-décembre 2007), Rencontres d'artistes contemporains: Peter Casagrande